# Посольство Туркменистана в Японии
Посольство Туркменистана в Японии (туркм. Türkmenistanyň Ýaponiýadaky Ilçihanasy) — официальная дипломатическая миссия Туркменистана в Японии, расположена в Токио. Дипломатические отношения между Туркменистаном и Японией установлены 22 апреля 1992 году.

## История
Посольство Туркменистана открылось в мае 2013 году в Токио. С 20 октября 2013 года Гурбанмаммет Элясов был назначен Чрезвычайным и Полномочным Послом Туркменистана в Японии.
В 2013, 2015 году состоялся визит Президента Туркменистана Гурбангулы Бердымухамедова в Токио, в рамках которого были подписаны межправительственные документы и контракты. В 2015 году премьер-министр Японии Синдзо Абэ посетил Туркменистан, в ходе которого были подписаны ряд двухсторонних документов.

## Послы
1. Гурбанмаммет Элясов (2013–2022 гг.)[3]
2. Атадурды Байрамов (2022 г. – н.в.)[4]